# Barbarakräuter
Die Pflanzengattung Barbarakräuter (Barbarea), auch Winterkressen genannt, gehört zur Familie der Kreuzblütengewächse (Brassicaceae).

## Beschreibung

### Vegetative Merkmale
Die Barbarea-Arten wachsen selten als einjährige, meist als zweijährige oder ausdauernde, krautige Pflanzen. Die ausdauernden Arten bilden oft Rhizome als Überdauerungsorgane. Die Pflanzenteile sind nicht oder spärlich flaumig mit einfachen Trichomen (Pflanzenhaaren) bedeckt. Die aufrechten bis manchmal liegenden Stängel sind oft kantig und verzweigt.
Die sowohl in grundständigen Rosetten als auch am Stängel verteilt angeordneten (Phyllotaxis) Laubblätter sind gestielt oder sitzend mit glatten, gekerbten, gelappten, selten gezähnten oder gewellten Blatträndern. Die grundständigen Blätter sind meist leierförmig bis fiederteilig, selten einfach. Die Stängelblätter sind gestielt oder sitzend, manchmal mit Öhrchen oder stängelumfassend, leierförmig bis fiederteilig oder einfach mit gezähnten, gelappten oder glatten Blatträndern.

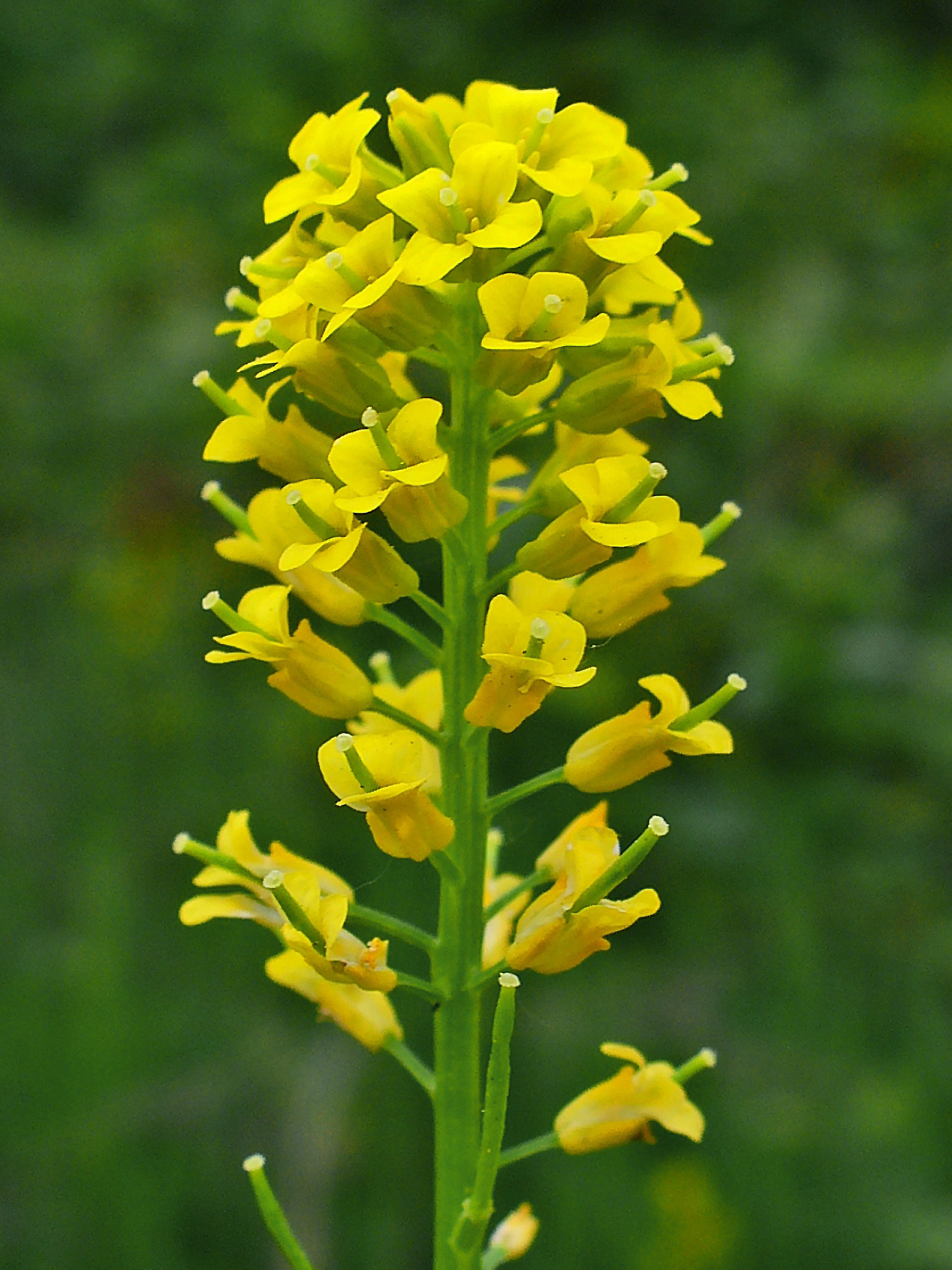
Blütenstand des Echten Barbarakrauts (Barbarea vulgaris)

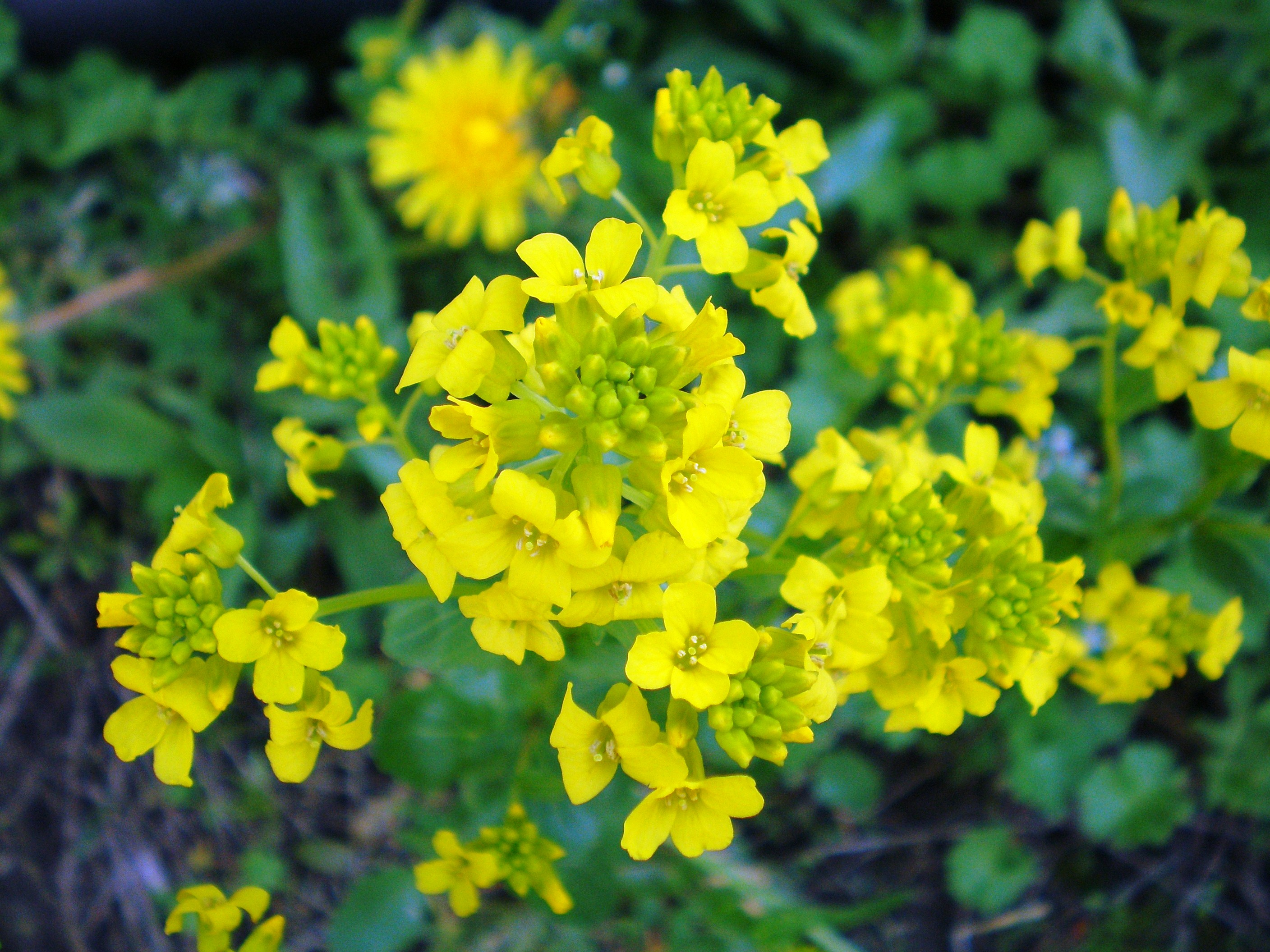
Blütenstand (von oben) des Echten Barbarakrauts (Barbarea vulgaris)

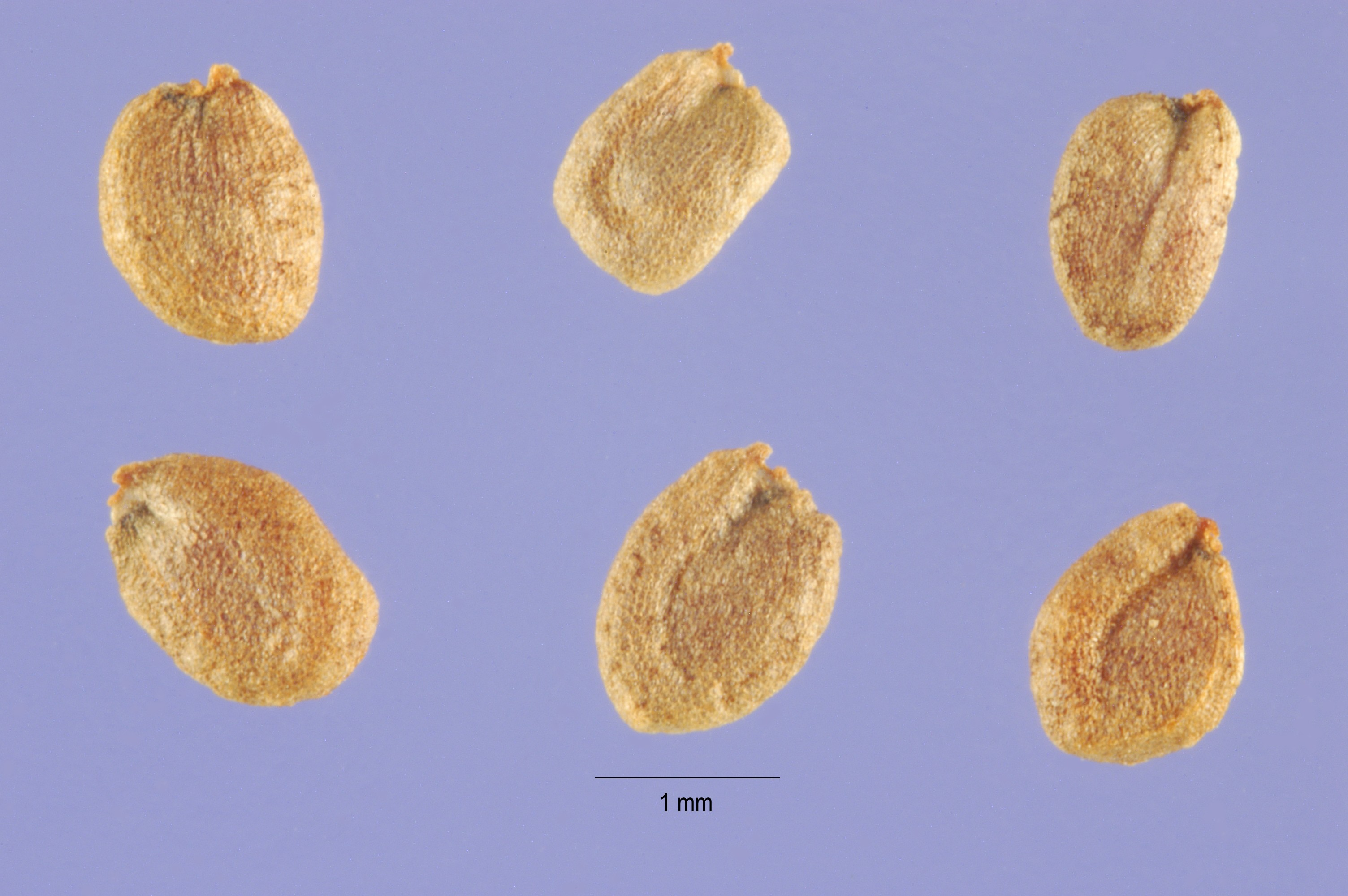
Samen des Echten Barbarakrauts (Barbarea vulgaris)

### Generative Merkmale
Die traubigen Blütenstände stehen einzeln oder zu mehreren in schirmtraubigen Gesamtblütenständen zusammengefasst und enthalten viele Blüten. Die Blütenstände verlängern sich bis zur Fruchtreife meist deutlich oder selten nur etwas. Die Blütenstandsrhachis ist gestreift. Selten sind Tragblätter vorhanden. Die schlanken oder gedrungenen Blütenstiele sind sperrig oder aufrecht bei der Fruchtreife, manchmal fehlen sie.
Die zwittrigen Blüten sind radiärsymmetrisch bis zygomorph, vierzählig mit doppelten Perianth. Die vier ausgebreiteten bis selten aufrechten Kelchblätter sind meist länglich, selten eiförmig oder linealisch und manchmal lange haltbar. Die vier leuchtend bis hell gelben, selten cremeweißen Kronblätter sind mindestens gleich lang wie die Kelchblätter, spatelförmig oder verkehrt-lanzettförmig und deutlich abgesetzt genagelt. In zwei Kreisen stehen insgesamt sechs Staubblätter. Die manchmal gelben Staubfäden sind verbreitert. Die Staubbeutel sind länglich. Es sind vier Nektardrüsen vorhanden, wobei die seitlichen ringförmig und die mittleren Drüsen zahnförmig ausgebildet sind. Der Fruchtknoten enthält etwa 10 bis 50 Samenanlagen. Der Griffel kann kaum erkennbar oder mit einer Länge von 5 mm deutlich ausbildet sein. Die Narbe ist kopfig oder manchmal leicht zweilappig.
Es werden gestielte bis selten ungestielte, meist längliche oder selten elliptisch-längliche Schoten mit rundem oder vierkantigen Querschnitt gebildet, die glatt sind oder kleine Wulste aufweisen. Die meist kahlen oder selten flaumig behaarten Klappen besitzen einen prominenten Hauptnerv und deutliche Seitennerven. Das Replum ist rundlich und das manchmal breite Septum ist vollständig ausgebildet. Die in einer Reihe oder fast zwei Reihen angelegten Samen sind dick oder leicht abgeflacht und können geflügelt und gerandet sein. Die Samenschale ist netzartig oder selten warzig und wird im nassen Zustand nicht klebrig-schleimig.
Die Chromosomengrundzahl beträgt x = 8.

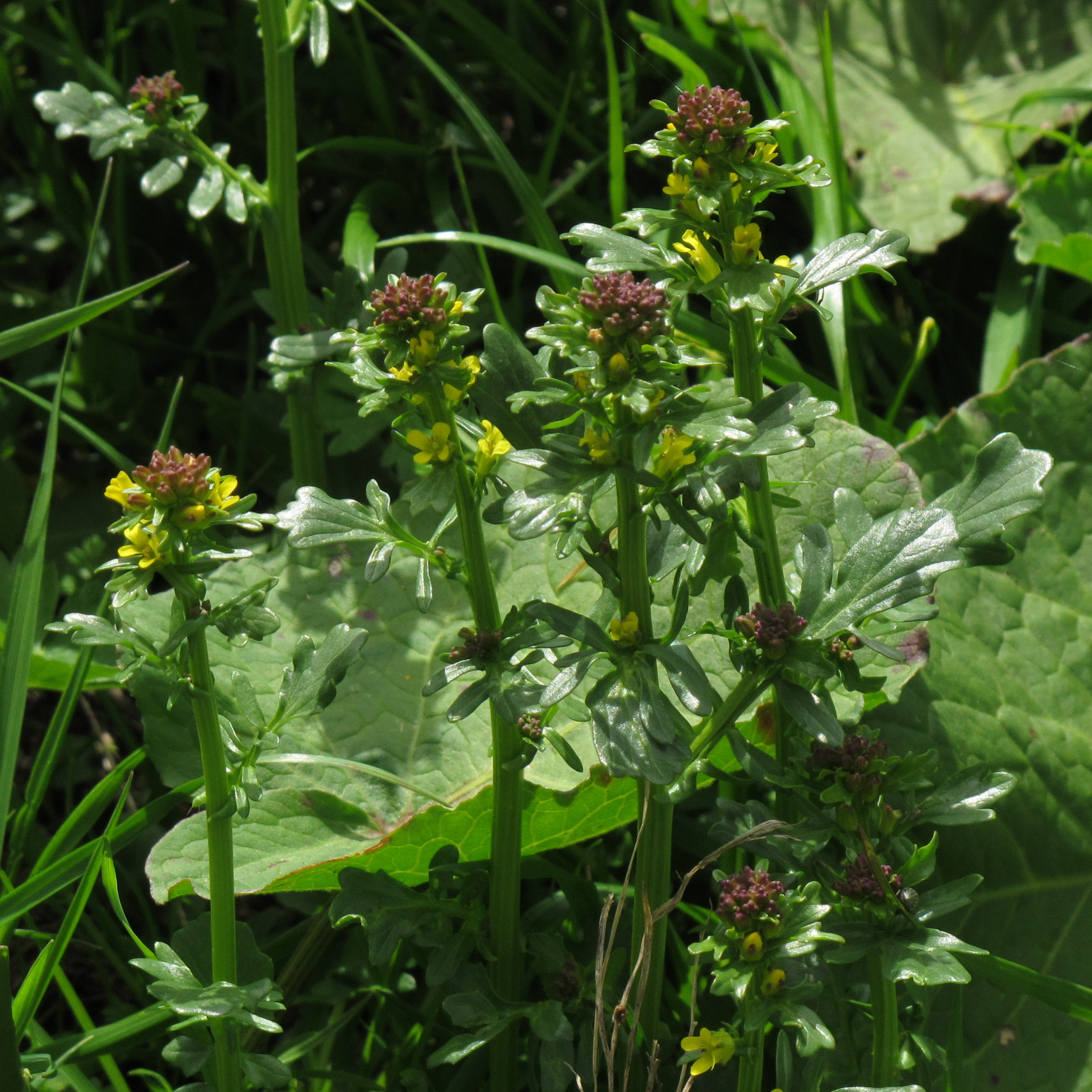
Barbarea bracteosa

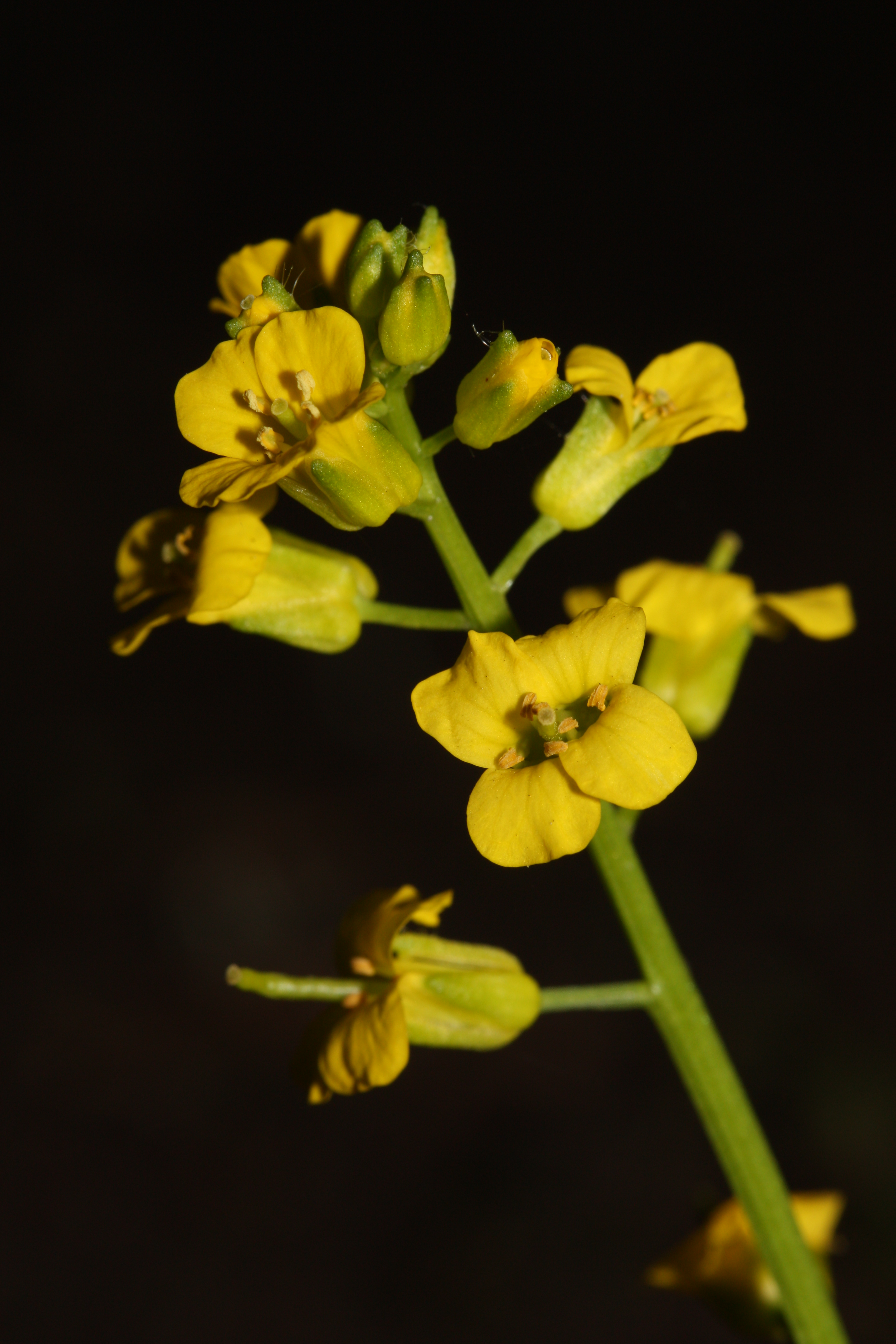
Blütenstand von Barbarea orthoceras

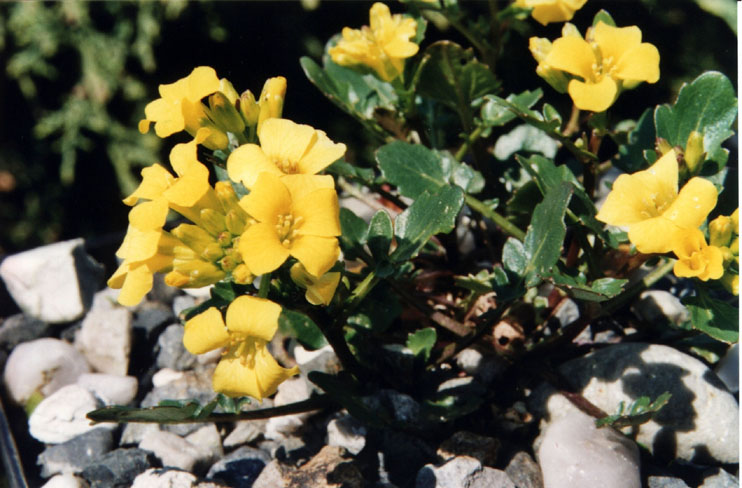
Barbarea rupicola

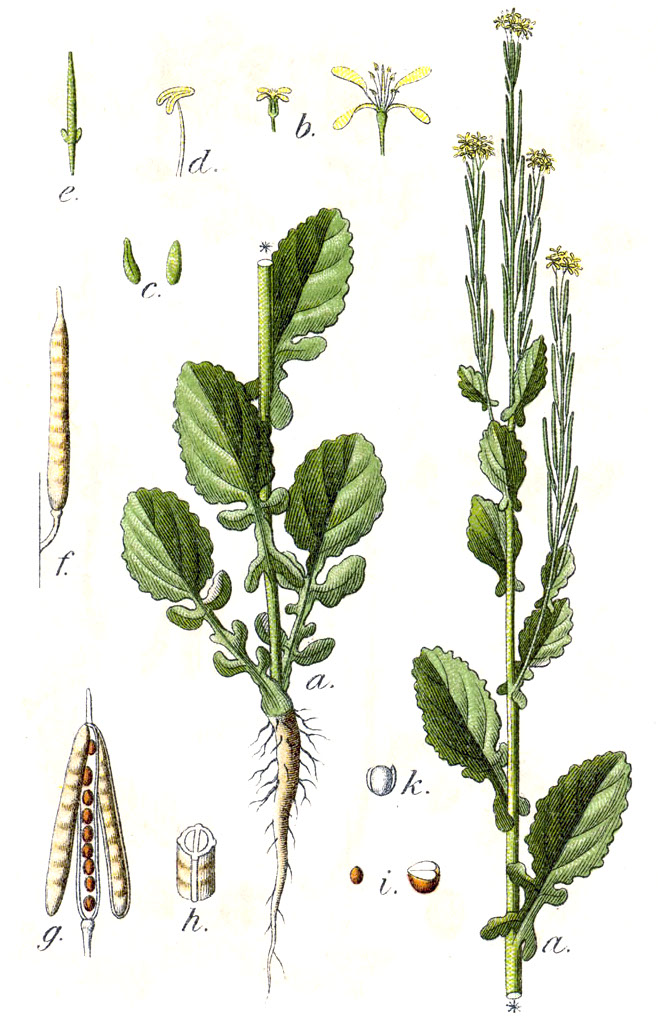
Illustration des Steifen Barbarakrauts (Barbaraea stricta)

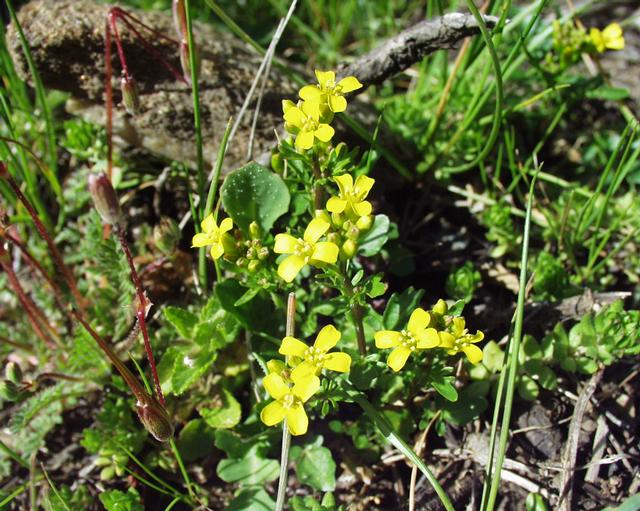
Barbarea verna

## Systematik und Verbreitung
Die Gattung Barbarea kommt mit 20 Arten von Europa bis in das südöstliche Asien, in Nordamerika und mit zwei Arten in Australien natürlich vor. Mit Ausnahme der beiden australischen Arten liegen die Vorkommen in den gemäßigten Breiten der Nordhalbkugel. Einige Arten sind in vielen Teilen der Welt Neophyten.
Der gültige Gattungsname Barbarea wurde 1812 von William Townsend Aiton in William Aiton und William Townsend Aiton: Hortus Kewensis; or, a Catalogue of the Plants Cultivated in the Royal Botanic Garden at Kew. London, 2. Auflage, 4, S. 109 mit der Typusart Barbarea vulgaris W.T.Aiton veröffentlicht; manchmal wird Robert Brown als Autor in diesem Werk zitiert, doch beweist nichts seine Autorenschaft. Barbarea W.T.Aiton wurde gegen das früher veröffentlichte Homonym Barbarea Scop., nom. rej. konserviert (Vienna ICBN Art. 14.10 & App. III und Vienna ICBN Art. 53). Ein Synonym für Barbarea W.T.Aiton ist Campe Dulac. Die Gattung Barbarea gehört zur Tribus Cardamineae innerhalb der Familie der Kreuzblütengewächse (Brassicaceae).
Die Gattung Barbarea enthält etwa 22 Arten (Auswahl):
- Barbarea arisanense (Hayata) S.S.Ying: Die Heimat ist Taiwan.
- Barbarea australis J.D.Hook.: Es ist ein Endemit Tasmaniens. Diese Art ist stark gefährdet; von den ursprünglich acht Fundorten existieren nur noch vier Populationen mit höchstens 50 Exemplaren.[3][4]
- Barbarea bosniaca Murb.: Sie ist in Bosnien und benachbarten Gebieten beheimatet.
- Deckblatt-Winterkresse (Barbarea bracteosa Guss.): Sie ist im zentralen Mittelmeerraum beheimatet.
- Barbarea conferta Boiss. & Heldr.: Sie ist in den Bergen im zentralen und südlichen Griechenland beheimatet.
- Barbarea grayi Hewson: Sie gedeiht nur in den Bergen in den australischen Bundesstaaten Victoria und New South Wales.
- Barbarea hongii Al-Shehbaz & G.Yang: Diese Art ist nur von ihrem Erstfund auf Basaltgestein in Höhenlagen von etwa 1700 Metern in der chinesischen Provinz Jilin bekannt.
- Mittleres Barbarakraut (Barbarea intermedia Boreau): Das Verbreitungsgebiet ist Süd- und Mitteleuropa (einschließlich das südliche Deutschland) und Kleinasien.
- Barbarea longirostris Velen.: Heimat ist der zentrale Bereich der Balkanhalbinsel.
- Barbarea macrocarpa (Boiss.) Al-Shehbaz & Jacquemoud: Heimat ist der Nahe Osten mit dem Libanon und Syrien.
- Barbarea orthoceras Ledeb.: Ursprüngliche Heimat ist Kalifornien, es ist aber jetzt in weiten Teilen Nordamerikas und anderen Teilen der Welt anzutreffen.
- Barbarea rupicola Moris: Es ist ein Endemit Korsikas und Sardiniens.
- Barbarea sicula C.Presl: Die Heimat ist Sardinien und Sizilien.
- Steifes Barbarakraut (Barbarea stricta Andrz.): Das natürliche Verbreitungsgebiet ist Mittel-, Ost-, Südeuropa und Asien. Es ist in vielen Teilen der Welt ein Neophyt.
- Barbarea taiwaniana Ohwi: Sie gedeiht nur oberhalb der Waldgrenze in Felsspalten, sonnigen felsigen Flächen oder unter Abies-Arten in Höhenlagen zwischen 3200 und 4000 Metern auf Taiwan.
- Frühlings-Barbarakraut oder Frühes Barbarakraut, Frühe Winterkresse (Barbarea verna (Mill.) Asch., Syn.: Barbarea praecox (Sm.) W.T.Aiton, Erysimum vernum Mill.): Die natürliche Heimat ist das südwestliche Europa, Asien, Nord- und Südafrika. Es wird schon lange Zeit kultiviert und ist in vielen Teilen der Welt verwildert.
- Echtes Barbarakraut, Echte Winterkresse oder Gewöhnliche Winterkresse (Barbarea vulgaris W.T.Aiton, Syn.: Barbarea arcuata (Opiz ex J.Presl & C.Presl) Rchb., Barbarea vulgaris var. arcuata (Opiz ex J.Presl & C.Presl) Fr., Barbarea vulgaris var. brachycarpa Rouy & Foucaud, Barbarea vulgaris var. longisiliquosa Carion, Barbarea vulgaris var. sylvestris Fr., Campe barbarea (L.) W.Wight ex Piper, Erysimum arcuatum Opiz ex J.Presl & C.Presl, Erysimum barbarea L.): Es ist ursprünglich fast in ganz Europa außer auf einigen Inseln und außerdem in Asien und Nordafrika verbreitet. In vielen Teilen der Welt ist es ein Neophyt.